# 长春长江路经济开发区
长春长江路经济开发区，是吉林省长春市宽城区下属的正县级经济开发区。占地0.076平方公里。

## 历史
长江路是长春市一条主要商业街，历史始于满铁附属地的开发建设。1908年建成了长1500米，宽15米的马路。1923年改为“吉野町”。1946年7月改为现名长江路。 
1998年4月，宽城区政府设立“长春长江路电脑科技商品经营开发区”。2002年改造为采用通透式玻璃幕顶全覆盖的步行街。2014年因为消防隐患，拆除了道路的幕顶。
2007年开发区北上扩容，占地77.2平方公里。
长江路步行街综合改造工程一期工程于2016年5月-2016年9月中旬完成，内容是对长江路步行街主街432米拆除覆盖主街的顶棚与两侧立柱，拆除路中央的商铺，对建筑外立面重新装饰改造。 